# Campylopus trivialis
Campylopus trivialis là một loài Rêu trong họ Dicranaceae. Loài này được Müll. Hal. ex E. Britton mô tả khoa học đầu tiên năm 1896.